# Planaltotapakul
Planaltotapakul (Scytalopus pachecoi) är en fågel i familjen tapakuler inom ordningen tättingar.

## Utbredning och systematik
Arten förekommer i nordöstra Argentina (Missiones) och allra sydligaste Brasilien (sydvästra Paraná till södra Rio Grande do Sul). Den behandlas som monotypisk, det vill säga att den inte delas in i några underarter.

## Status
IUCN kategoriserar den som livskraftig.